# Barbosa Lima Sobrinho

Barbosa Lima Sobrinho

Alexandre José Barbosa Lima Sobrinho (Recife, 22 januari 1897 - Rio de Janeiro, 16 juli 2000) was een Braziliaans journalist, schrijver, politicus en historicus. Hij was gouverneur van de deelstaat Pernambuco en stond vermeld in het Guinness Book of Records als oudste actieve journalist.

## Levensloop
Sobrinho was de zoon van een notaris uit Recife en studeerde rechten en sociale wetenschappen aan de Federale Universiteit van Recife. Nadat hij was afgestudeerd was hij een tijdje advocaat en begon hij kronieken te schrijven voor de plaatselijke krant Jornal do Recife. 
Vanaf april 1921 ging Sobrinho aan de slag bij de landelijke krant Jornal do Brazil die in Rio de Janeiro werd uitgegeven. Hij klom er op van gewoon redacteur naar politiek redacteur en werd in 1924 hoofdredacteur van de krant. Tot aan zijn dood bleef hij een wekelijks artikel schrijven voor de krant. Hij kreeg vanaf de tweede helft van de jaren 1990 een vermelding in het Guinness Book of Records als oudste nog actieve journalist. Sobrinho was diverse malen voorzitter van de ABI, de Braziliaanse persvereniging, een eerste maal vanaf 1926 en de laatste maal van 1978 tot in 2000.
Tussen 1935 en 1937 was Sobrinho federaal afgevaardigde voor de deelstaat Pernambuco. Op 28 april 1937 werd hij verkozen tot lid van de Academia Brasileira de Letras. Tussen 1938 en 1945 was hij voorzitter van het Instituto do Açúcar e do Álcool (Instituut voor Suiker en Alcohol) en in 1946 werd hij opnieuw federaal afgevaardigde. In 1948 werd Sobrinho verkozen tot gouverneur van de deelstaat Pernambuco, een functie die hij bleef uitoefenen tot in 1951. Tussen 1959 en 1963 was Sobrinho nogmaals federaal afgevaardigde in het Braziliaanse parlement en had er zitting in de Commissie Justitie. Vanaf 1964 voerde hij oppositie tegen de militaire dictatuur in het land met als hoogtepunt de symbolische tegenkandidatuur voor het vicepresidentschap in 1973.
Sobrinho kreeg een eredoctoraat aan de Federale Universiteit van Recife.

## Werk (selectie)

### Taalkunde en letterkunde
- Árvore do bem e do mal (1926);
- O vendedor de discursos (1935);
- A questão ortográfica e os compromissos do Brasil (1953);
- A língua portuguesa e a unidade do Brasil (1958);
- Os precursores do conto no Brasil (1960).

### Geschiedenis, journalistiek en politiek
- O problema da imprensa (1923);
- Pernambuco e o Rio São Francisco (1929);
- A Bahia e o rio São Francisco (1931);
- A ação da imprensa na Primeira Constituinte (1934);
- O centenário da chegada de Nassau e o sentido das comemorações pernambucanas (1936);
- A verdade sobre a Revolução de Outubro (1946);
- Interesses e problemas do sertão pernambucano (1937);
- O devassamento do Piauí (1946);
- A Revolução Praieira (1949);
- A Comarca do Rio São Francisco (1950);
- O Jornalismo como gênero literário (1958);
- Artur Jaceguai (1955);
- Capistrano de Abreu (z.d.);
- Sistemas eleitorais e partidos políticos. Estudos constitucionais (1956);
- A auto-determinação e a não-intervenção (1963);
- Desde quando somos nacionalistas (1963);
- Alexandre José Barbosa Lima (1963);
- Presença de Alberto Torres (1968);
- Oliveira Lima, obras (1971);
- Japão: o capital se faz em casa (1973);
- Pernambuco: da Independência à Confederação do Equador (1979);
- Antologia do Correio Braziliense (1979);
- Estudos nacionalistas (1981);
- Assuntos pernambucanos (1986).